# Oostenrijk op het Eurovisiesongfestival 1985
Oostenrijk nam deel aan het  Eurovisiesongfestival 1985, gehouden  in Göteborg, Zweden. Het was de 24ste deelname van het land aan het festival.

## Selectieprocedure
In tegenstelling tot de vorige jaren, koos men er deze keer voor om een interne selectie te houden voor de kandidaat voor het festival.
Uiteindelijk viel de keuze op de zanger Gary Lux met het lied Kinder dieser Welt.

## In Göteborg
Op het festival in Zweden moest Oostenrijk aantreden als 17de, na Zweden en voor Luxemburg. Na het afsluiten van de stemmen bleek dat Oostenrijk op een 8ste plaats was geëindigd met 60 punten.
Nederland deed niet mee in 1985 en  België gaf 4 punten aan de Oostenrijkse inzending.

### Gekregen punten

#### Finale
| 12 punten     | 10 punten                                  | 8 punten           | 7 punten     | 6 punten                  |
| ------------- | ------------------------------------------ | ------------------ | ------------ | ------------------------- |
|               | - Duitsland - Israël - Verenigd Koninkrijk |                    | - Denemarken |                           |
| 5 punten      | 4 punten                                   | 3 punten           | 2 punten     | 1 punt                    |
| - Griekenland | - België - Luxemburg                       | - Ierland - Zweden | - Noorwegen  | - Frankrijk - Zwitserland |

### Punten gegeven door Oostenrijk

#### Finale
Punten gegeven in de finale:
| 12 punten | Noorwegen           |
| 10 punten | Ierland             |
| 8 punten  | Luxemburg           |
| 7 punten  | Israël              |
| 6 punten  | Italië              |
| 5 punten  | Denemarken          |
| 4 punten  | Zweden              |
| 3 punten  | Frankrijk           |
| 2 punten  | Verenigd Koninkrijk |
| 1 punt    | Zwitserland         |

1957 · 1958 · 1959 · 1960 · 1961 · 1962 · 1963 · 1964 · 1965 · 1966 · 1967 · 1968 · 1969-1970 · 1971 · 1972 · 1973-1975 · 1976 · 1977 · 1978 · 1979 · 1980 · 1981 · 1982 · 1983 · 1984 · 1985 · 1986 · 1987 · 1988 · 1989 · 1990 · 1991 · 1992 · 1993 · 1994 · 1995 · 1996 · 1997 · 1998 · 1999 · 2000 · 2001 · 2002 · 2003 · 2004 · 2005 · 2006 · 2007 · 2008-2010 · 2011 · 2012 · 2013 · 2014 · 2015 · 2016 · 2017 · 2018 · 2019 · 2020 · 2021 · 2022 · 2023 · 2024 · 2025